# Rue de la Cathédrale
La rue de la Cathédrale (appelée communément rue Cathédrale par les Liégeois) est une importante artère du commerce liégeois qui relie la rue Léopold  à la place de la Cathédrale. La rue fait partie du quartier administratif du centre.

## Histoire
La rue de la Cathédrale a été percée de 1842 à 1853 en incorporant quelques rues d'origine très ancienne situées sur la moitié est de la rue actuelle comme la partie sud de la rue Saint-Aldegonde et les rues du Dragon d'Or et Sur-Meuse. La rue fait référence à la cathédrale Saint-Paul. 
Auparavant, le terrain où passe la rue actuelle faisait partie d'une zone humide arrosée par plusieurs bras secondaires appelés biefs (ou biez) issus du cours principal de la Sauvenière en aval du Pont d'Île. Parmi ces biefs, le Biez du Moulin Saint-Jean, comblé en 1815, devient la rue de l'Université et le biez Saint-Denis, comblé en 1823,  devient la rue de la Régence. Ces deux rues croisent la rue de la Cathédrale.
En 2019, un groupe immobilier présente un projet de démolition d'une dizaine d'immeubles de l'îlot situé entre la rue de Gueldre et la rue de la Cathédrale. Ceux-ci seront remplacés par deux magasins et vingt-cinq logements. L'accès à ceux-ci s'effectuera par une rue perpendiculaire à la rue de Gueldre. C'est dans cet espace que devraient être replacées les pierres des façades démontées ainsi que l'enseigne « à la croix d'or », située au no 20 de la rue de la Cathédrale.
Une partie de la rue est piétonnisée fin juin 2020.

## Architecture
La plupart des maisons, de style néo-classique, datent du milieu du XIXe siècle. D'autres ont été construites au début du XXe siècle.
Les immeubles les plus remarquables se situent aux nos 12, 16, 20 (enseigne À la Croix d'or), 22 et 63 (ancien magasin Wieser ex-Humblet, 1909, art nouveau).

## Rues adjacentes
- Rue de la Cité
- Rue Léopold
- Rue Nagelmackers
- Rue de l'Agneau
- Rue du Rêwe
- Rue de la Madeleine
- Rue du Champion
- Chéravoie
- Rue Souverain-Pont
- Rue Sainte-Aldegonde
- Rue de l'Aîte
- Impasse du Cygne
- Rue Donceel
- Rue de la Régence
- Rue de l'Étuve
- Rue de l'Université
- Rue Lulay-des-Fèbvres
- Rue de la Sirène
- Vinâve d'Île
- Place de la Cathédrale